# Nikolaj Ivanovič Vavilov
Nikolaj Ivanovič Vavilov (rusko Николай Иванович Вавилов), ruski botanik in geneteik,* 25. november [J.K. 13. november] 1887, Moskva, 26. januar 1943.
Znan je predvsem po odkritju geografskih izvorov kultiviranih rastlin (t. i. Vavilovih centrov). Svoje življenje je posvetil raziskovanju in izboljševanju pšenice, koruze in drugih žit, ki so pomembna za prehrano globalne populacije.